# 춘천함
FFG-827 춘천함은 대한민국 해군의 대구급 호위함(FFX Batch-II)의 8번함이다. 대구급의 마지막인 춘천함이 진수됨으로써 2세대 차기 호위함 구축 사업은 마무리 되었으며 구형 호위함과 초계함을 모두 신형 호위함이 대체하게 되었다.

## 역사
해군은 특별·광역시, 도, 도청 소재지, 시 단위 지명을 호위함 함명으로 사용해온 원칙에 따라 8번째 신형 호위함 이름을 춘천으로 정했다. 춘천이라는 함명은 과거에도 사용됐다. 한국 해군은 1946년 미국에서 인수한 상륙정을 춘천정(LCI-103)으로 명명했다. 춘천정은 조선 해양경비대원들의 교육훈련 지원 등 다양한 임무를 수행했다. 1949년 보조정으로 전환됐다가 1956년 7월 퇴역했다.
춘천함은 2022년 3월 22일 진수되어 시운전 평가를 통과하면 해군에 인도되며 전력화 과정을 마치면 실전 배치될 예정이다.